# تورگای شرن
تورگای شرن (انگلیسی: Turgay Şeren; ۱۵ مهٔ ۱۹۳۲ – ۷ ژوئیهٔ ۲۰۱۶) بازیکن فوتبال اهل ترکیه بود.
از باشگاه‌هایی که در آن بازی کرده‌است می‌توان به باشگاه فوتبال گالاتاسرای و باشگاه فوتبال ریور پلاته اشاره کرد.
وی همچنین در تیم ملی فوتبال ترکیه بازی کرده‌است.